# NGC 5574
NGC 5574 este o galaxie lenticulară situată în constelația Fecioara. A fost descoperită în 30 aprilie 1786 de către William Herschel. Se află la o distanță de 24,32 de megaparseci de Pământ.